# Kennedy Shaffer
Kennedy Shaffer (* 21. Mai 1997) ist eine US-amerikanische Tennisspielerin.

## Karriere
Shaffer begann mit acht Jahren mit dem Tennissport und spielt am liebsten auf Hartplätzen. Sie spielt vor allem Turniere der ITF Women’s World Tennis Tour, wo sie bislang zwei Turniere im Einzel gewonnen hat.
Bei den American Collegiate Invitational 2016, einem Einladungsturnier für College-Spieler, das parallel zu den US Open ausgetragen wurde, verlor sie bereits in der ersten Runde gegen Danielle Collins mit 1:6 und 2:6.
Ihr erstes Turnier der WTA Tour bestritt Shaffer bei den Volvo Car Open 2019, als sie mit einer Wildcard in der Qualifikation antreten konnte. Sie verlor dort aber ihr Erstrundenmatch gegen Conny Perrin mit 0:6 und 1:6.

## Turniersiege

### Einzel
| Nr. | Datum            | Turnier    | Kategorie   | Belag             | Finalgegnerin  | Ergebnis       |
| --- | ---------------- | ---------- | ----------- | ----------------- | -------------- | -------------- |
| 1.  | 24. Juli 2016    | Evansville | ITF $10.000 | Hartplatz         | Emina Bektas   | 6:4, 1:6, 6:2  |
| 2.  | 8. Dezember 2019 | Norman     | ITF $15.000 | Hartplatz (Halle) | Jessica Failla | 6:4, 4:6, 7:63 |